# Мокрици
Мокриците (Oniscidea) са подразред сухоземни ракообразни от разред Равноноги. Те живеят на влажни места, предимно във влажна пръст, под камъни и мъртви дървета. Хранят се най-вече с мъртви растения.
Мокрицата е изоподно ракообразно. Има дълъг, сегментиран екзоскелет, който е твърд и прогресивно менящ се докато расте, за да може насекомото да се развие напълно. Тази премяна се състои от два стадия: първо задната половина се сменя, а след 2 – 3 дни и предната. Причината за двата стадия на премяна е да намали уязвимостта на мокрицата по време на процеса, при който, макар да е краткотраен, все пак насекомото остава без своята броня. В зависимост от вида, мокриците могат да имат до 14 съединени крайници, които им позволяват да бъдат подвижни. Обикновено мокриците са сиви или кафяви на цвят и са големи около 1 сантиметър. Тропичните видове могат да растат до 3 пъти повече.

## Разпространение
Мокриците са разпространени по целия свят. Тъй като са древни ракообразни същества, които са еволюирали от водна среда, те днес са способни да живеят на сушата. Всъщност, мокриците са единствените ракообразни, които не живеят във вода. Понеже са толкова адаптивни, мокриците могат да бъдат открити в най-различни среди – от гори и джунгли до пустини. Единствените среди в които не могат да живеят са полярните райони и много сухите пустини. От друга страна, екзоскелетът играе ролята на защитна обвивка, като ги предпазва от промените в температурата, както и влажността. Средата на мокриците изисква две основни неща: надежден източник на храна и липса на пълна сухота, което е нещо с което мокриците не могат да се справят. Второто твърдение е, защото те губят бързо вода чрез ципите си и чрез екскреция. Поради тази причина, мокриците се намират основно във влажни, тъмни места като например под камъни, дървени трупи и т.н.

## Размножаване и хранене
Относно тяхното размножаване, женските мокрици пазят оплодените яйца в марсупиума (торбичка в долната част на тялото), докато не се излюпят. По това време потомството се нарича „манка“ и имат вида на мънички (2 милиметрови) бели зрели екземпляри увити в топки. После женските „раждат“ това потомство на някое сигурно място, където те ще могат да продължат да се развиват. В зависимост от вида, женските могат да снасят яйца до 3 пъти в годината като всеки път могат да снасят по приблизително 50 яйца. Поради бавното развитие, женските често остават близко до малките. Понякога остават близо докато не станат зрели екземпляри. Въпреки това много мокрици умират докато са млади. Продължителността на живота им е около 2 години, макар че е известно, че някои видове живеят до около 4 години.
Хищниците спрямо мокриците са най-различни групи животни, основно насекомоядни, някои от които се хранят основно с тях: паяци от род Dysdera и земни планари от род Luteostriata. Жаби, стоножки и пчели също се хранят с мокрици.
В зависимост от вида, мокриците могат да имат различни защитни механизми. Мокриците от род Armadillidium, семейство Armadillidae например, когато са застрашени се свиват на топка с почти перфектна форма и от там идва името им „роли-поли“.
Относно начина им на хранене, повечето мокрици са детритоядни, като това означава че се хранят с мъртва растителна материя, като например изгнили листа, изгнили плодове, изгнила дървесина, целулоза и т.н., а също и с различни видове плесен.
Някои видове обаче са всеядни – ядат неща като например екскрементите на други животни. Имат храносмилателна система, която им позволява да ядат дори и неща, които са отровни за някои други видове. Много рядко се случва мокриците да ядат живи растения. Една шепа от видовете мокрици са месоядни, например Tylos latreillei от род Tylos, който живее на морския бряг и се храни с пясъчни бълхи.

## Мокриците като вредители
Мокриците се смятат за благоприятни в градината играейки роля в контролирането на определени вредители, както и с това, че произвеждат органична тор, преобръщат почвата, прочистват от мъртва растителност и органична материя. Те понякога са считани за вредители, защото могат да се хранят със загниващите части на различни култивирани растения (презрели ягоди или загниващ разсад).
В жилища мокриците могат да причинят огромни щети на тапетите, декорациите и мебелите, при наличие на гниене. Въпреки това, идеята че мокриците ще изядат всичката дървесина и дървена мебелировка, която притежавате е често срещано погрешно схващане. мокриците се хранят само с това, което е започнало вече да се разлага, затова ако имате сериозно нашествие, можете да го вземете като сигурен признак, че в домът ви има голяма влажност и разлагаща се дървесина, която ги привлича. мокриците не пренасят никакви болести, което ги прави напълно безвредни към хората.
Те могат да бъдат лесно премахнати, но както при всяко друго животно е по-добре първоначално да предотвратите нашествие, отколкото после да се справяте с него.